# 東京都立大学大学院経営学研究科

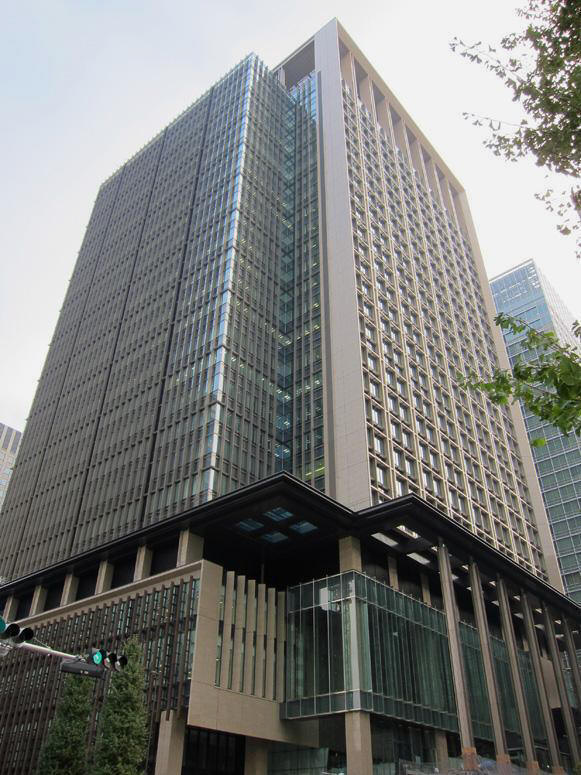
首都大学東京大学院ビジネススクールが入居する丸の内永楽ビルディング

東京都立大学大学院経営学研究科（とうきょうとりつだいがくだいがくいんけいえいがくけんきゅうか、英称:Graduate School of Management）は、東京都立大学に設置される大学院研究科の一つである。通称、東京都立大学大学院ビジネススクール（TMU-BS）。

## 概要
東京都立大学大学院経営学研究科は、東京都立大学に設置される大学院研究科である。東京都千代田区丸の内に立地し、博士前期課程として経営学プログラム（MBA）、経済学プログラム（M.Ec.）、ファイナンスプログラム（MF）が設置されており、また、博士後期課程も設置されている。定員は博士前期課程が50名、博士後期課程が5名となっている。

## 沿革

### 年表
- 1953年 - 旧・東京都立大学が社会科学研究科（博士前期課程）を設置[2]。
- 1955年 - 社会科学研究科（博士後期課程）を設置[2]。
- 2003年 - 高度専門職業人養成プログラム（現・経営学プログラム）を東京都庁庁舎内に設置。
- 2005年 - 東京都立大学が東京都立科学技術大学、東京都立保健科学大学、東京都立短期大学と合併し、首都大学東京へと再編される[2]。
- 2016年 - 高度金融専門人材養成プログラム（現・ファイナンスプログラム）設置。
- 2016年 - 首都大学東京が丸の内サテライトキャンパス（丸の内永楽ビルディング内）を開設、同地へ移転。
- 2018年 - 博士前期課程の定員を40名から50名へ増員[1]。
- 2018年 - ロンドン大学シティ校Cass Business Schoolと国際交流協定を締結[3][4]。
- 2020年 - 首都大学東京が東京都立大学へと名称変更。

## 組織
- 経営学研究科
  - 博士前期課程
    - 経営学プログラム（MBA）
    - 経済学プログラム（M.Ec.）
    - ファイナンスプログラム（MF）

  - 博士後期課程